# René Mayer
Pour les articles homonymes, voir Mayer.
 (décembre 2012).
René Mayer est un homme d'État français, né le 4 mai 1895 à Paris 8e et mort le 13 décembre 1972 dans le 7e arrondissement de la même ville. Membre du parti radical socialiste après la Seconde Guerre mondiale, il est plusieurs fois ministre et président du Conseil des ministres du 8 janvier au 28 juin 1953 et président de la Haute Autorité de la CECA de 1955 à 1958.

## Biographie

### Formation
René Mayer est le petit-fils de Michel Mayer, rabbin lorrain actif à Paris, mais lui-même agnostique et né d'une mère non juive. René Mayer est élève au lycée Carnot, où il obtient d'excellents résultats. En 1913, il décroche une licence de philosophie et une licence de droit. Il combat durant la Première Guerre mondiale. Sous-lieutenant dans l'artillerie pendant la majeure partie du conflit, il est blessé en 1918 et devient officier instructeur. Il suit les cours de l'École libre des sciences politiques. Il entre au Conseil d'État en 1920 après avoir obtenu la deuxième place au concours d'entrée.
Il fut homme d'affaires avant la guerre et s'était occupé d'importations de charbon allemand et de l'organisation de la SNCF en 1937. Il fut membre du conseil d'administration de cette société et fondateur d'Air France. Il enseigne parallèlement à partir de 1921 le droit public à l'École libre des sciences politiques auprès des étudiants préparant les grands concours administratifs. Il prépare notamment Maurice Couve de Murville, seul élève auquel il décerne jamais la note de 20, ainsi que Michel Debré, Alexandre Parodi, Jacques Chaban-Delmas et André Ségalat. Il est titulaire d'un cours magistral de droit de 1927 à 1932.

### De la guerre à la Libération
Mobilisé en 1939, il dirige à Londres la mission de l'armement. Il rentre en France en mai 1940 puis passe en zone sud.
En novembre-décembre 1941, il est un des membres de la conférence relative à la mise en place de l'Union générale des israélites de France (UGIF) que le régime de Vichy forçait la communauté juive à créer. Il préconise avec le professeur David Olmer une démission collective mais l'option de la coopération, soutenue par Raymond-Raoul Lambert, est préférée. René Mayer ne participera finalement pas à l'UGIF.
Il parvient à rejoindre le général Henri Giraud à Alger en 1943 qui lui confie le secrétariat aux Communications au sein du Commandement en chef français civil et militaire. Il est maintenu dans ce poste lorsqu'il devient membre du Comité français de la Libération nationale à Alger, puis ministre des Transports et des Travaux publics du général de Gaulle le 9 septembre 1944. Son fils unique, engagé volontaire, meurt pour la France le 16 septembre 1944 à 19 ans, il ne l'apprend que le 10 novembre, jour où de Gaulle lui propose la place d'Aimé Lepercq mort la veille à Harnes dans un accident d'auto, poste qu'il refuse mais accepté par René Pleven ministre des Outre-mer depuis septembre 1944,.
Après la Libération, il se présente comme candidat dans la Gironde mais n'est pas élu à la première Assemblée nationale constituante. Il devient député radical de Constantine en Algérie en 1946 et siège jusqu'en 1955. Il défend les intérêts des colons. Président du Conseil, il propose l'amnistie des Alsaciens incorporés de force condamnés au Procès de Bordeaux et déclare le 17 février 1953 : « L’unité nationale, supérieure à toutes les douleurs, plus urgente encore que les réparations, désirables et souvent impossibles, des conséquences de l’occupation nazie. Une amnistie effaçant les condamnations des incorporés de force est  à l’heure présente la seule issue ».

### Un homme politique actif de laIVeRépublique
Entre 1947 et 1952, il est plusieurs fois ministre des Finances et des Affaires économiques, de la Défense nationale et de la Justice. Il a aussi été durant une période membre du Consistoire israélite et vice-président de l'Alliance israélite universelle mais sans prendre une part active à leurs travaux.
En 1950, alors ministre de la Justice, il fait libérer Xavier Vallat, ancien commissaire aux questions juives sous le régime de Vichy, qui avait été condamné à 10 ans de prison à la Libération.
René Mayer est président du Conseil des ministres du 8 janvier au 28 juin 1953. Après Léon Blum il fut le second président du Conseil d'ascendance juive. Les gaullistes du RPF lui apportent leurs voix lors de son investiture. Son ministère tombe sur une demande de pouvoirs spéciaux en matière financière (71 gaullistes ont voté contre le gouvernement d'un Européen convaincu, partisan de la CED). Il demandait aux députés de lui permettre de s'attaquer aux causes permanentes de l'augmentation des dépenses publiques. Il avait résumé ses idées en une formule : « La vocation de la France est triple : européenne, atlantique et mondiale ».
René Mayer enseigne parallèlement le droit administratif à l'Institut d'études politiques de Paris. Il gère une écurie de préparation aux grands concours administratifs.

### Algérie française et poursuite de la colonisation
Il se fait le porte-parole de la grande colonisation à l'Assemblée nationale. Le 9 novembre 1954, à l'Assemblée nationale, Pierre Mendès France et son ministre François Mitterrand sont félicités pour leur riposte ferme à l'agitation algérienne par René Mayer. Cependant, ce dernier fera tomber le gouvernement PMF dans la nuit du 5 au 6 février 1955 quand il tentera de faire appliquer le statut des Algériens musulmans.

### Engagement européen
Il succède le 3 juin 1955 à Jean Monnet comme président de la Haute Autorité de la Communauté européenne du charbon et de l'acier (CECA).
Il est ensuite président du mouvement européen-France de 1962 à 1968.

### Fin de vie

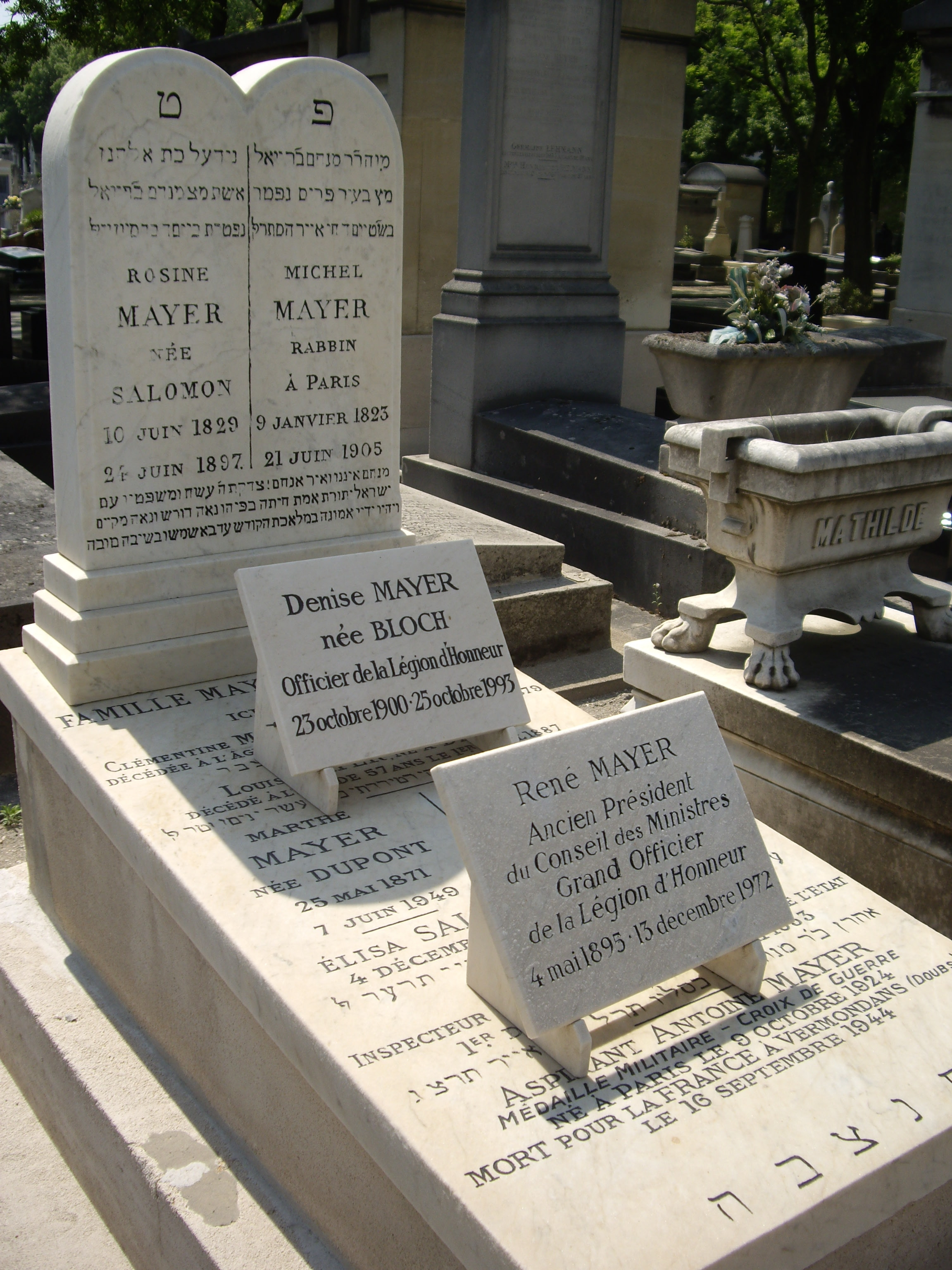
Tombe de René Mayer au cimetière du Montparnasse (division 5).

Il meurt à l'âge de 77 ans le 13 décembre 1972 à Paris, et est inhumé au cimetière du Montparnasse (division 5).

## Fonctions exercées

### Fonctions gouvernementales
- Commissaire aux Communications et aux Transports du gouvernement Charles de Gaulle (1) (du 26 août au 10 septembre 1944)
- Ministre des Finances et des Affaires économiques du gouvernement Robert Schuman (1) (du 24 novembre 1947 au 26 juillet 1948)
- Ministre de la Défense nationale du gouvernement André Marie (du 26 juillet au 5 septembre 1948)
- Ministre de la Défense nationale du gouvernement Robert Schuman (2) (du 5 au 11 septembre 1948)
- Ministre de la Justice du gouvernement Georges Bidault (2) (du 29 octobre 1949 au 2 juillet 1950)
- Ministre de la Justice du gouvernement Henri Queuille (2) (du 2 au 12 juillet 1950)
- Ministre de la Justice du gouvernement René Pleven (1) (du 12 juillet 1950 au 10 mars 1951)
- Ministre de la Justice du gouvernement Henri Queuille (3) (du 10 mars au 11 août 1951)
- Vice-président du Conseil, ministre des Finances et des Affaires économiques du gouvernement René Pleven (2) (du 11 août 1951 au 20 janvier 1952)
- Président du Conseil (du 8 janvier au 28 juin 1953)

### Autres mandats
René Mayer a été maire de Giverny (Eure), conseiller général de l'Eure puis conseiller général de Sétif et président du conseil général du département de Constantine.

## Publications
- Le Pacte de l'Atlantique. Paix ou guerre ?, Paris, PUF, 1949.

## Décorations
- Grand officier de la Légion d'honneur, les insignes lui sont remis par le président René Coty le 26 mars 1958 [14]
- Croix de guerre 1914–1918
- Médaille des évadés
- Grand Croix de l'Ordre d'Orange-Nassau, par décret royal néerlandais du 22 mai 1950 n° 3[15]

## Sources primaires
Les papiers personnels de René Mayer sont conservés aux Archives nationales sous la cote 363AP 